# امیرجان صبوری
امیرجان صبوری خواننده، آهنگساز و ترانه‌ساز اهل افغانستان است. درباره او مستندی بنام رویای طلایی وجود دارد. امیرجان صبوری در کار خود یک وقفه طولانی داشت اما در سال ۲۰۰۵ به آلبوم زندگی همین است بازگشت. ترانه‌های او بیشتر به زبان فارسی دری است. وی در کانادا سکونت داشته است و اکنون در ازبکستان زندگی می‌کند.
امیرجان صبوری تصنیف‌های آهنگ‌هایش را نیز خودش ساخته‌است و همچنین آهنگ‌های زیادی را برای دیگر آوازخوانان مانند تواب آرش، داود سرخوش، مهدی افشار، ماهر طارق، حفیظ وصال، وجیهه رستگار و دیگران ساخته است.

## زندگی‌نامه
صبوری از شانزده سالگی به هنر آوازخوانی روی آورد و برای اولین بار جشنواره آهنگ‌های ملی و محلی در کابل آهنگی به نام دختر هری را خواند که با استقبال زیادی روبه‌رو شد و مقام دوم را به دست آورد و وی پس از آن این آهنگ را در رادیو افغانستان ضبط کرد.
صبوری در سال ۱۳۶۰ ارکستری موسیقی به نام گل سرخ تشکیل داد که در آن هنرمندانی چون وجیهه و فرید رستگار، حفیظ وصال، محمود کامن، کبیر متین، شریف ساحل، نعیم و دیگران با او بودند.
امیرجان صبوری در خوانندگی خود وقفه‌ای طولانی داشت اما در سال ۲۰۰۵ با آلبومی به نام «مستند به نام خواب طلایی ساخته شده‌است.
صبوری پسر خاله خواننده تازه تواب آرش است که ساکن سوئد می‌باشد و صبوری به او برای تنظیم آلبوم چای و چلم کمک کرده‌است.
امیرجان صبوری در سال ۱۹۷۶ ازدواج نموده و سه پسر به نام‌های علی سینا، الیاس و اجمل و یک دختر دارد.
صبوری پس از شانزده سال زندگی در خارج از کشور، سفرهایی به افغانستان داشته‌است.

## آهنگ‌شناسی
آلبوم زندگی همین است
آهنگ‌ها:
- زندگی همین است در یوتیوب
- شب یلدا
- کوه به کوه نمی‌رسد
- نقل و صندلی در یوتیوب
- اول عشق
- خیلی بی وفا بود
- هوای یار
- آستین کهنه
- برگردم به هرات
- شهر خالی
- دل تو از ما خبر ندارد
- جدایی در یوتیوب

آلبوم دوم
- قفس‌های طلایی

دیگر آهنگ‌ها:
- شهر خورشید
- خامی
- سکه طلا